# Chinatown (Honiara)
Chinatown ist ein Vorort von Honiara in den Salomonen.

## Geographie
Das Gebiet liegt südöstlich des Stadtzentrums. Der größte Teil gruppiert sich entlang der Chung Wah Road, parallel zum Fluss Mataniko innerhalb des gleichnamigen Wohngebiets Mataniko.

## Geschichte
Gegen Ende der 1940er Jahre eröffneten chinesische Händler am Ostufer des Matanikau Flusses nahe dem Verwaltungs- und Wohngebiet von Honiara ihre Geschäfte. Sie hatten Verbindungen nach Hongkong, Singapur, Rabaul und Sydney. Ihnen folgten nach der kommunistischen Machtergreifung in China 1949 weitere chinesischen Einwanderer, in den 1950er Jahren auch aus Hongkong. Zwischen den 1950er und 1970er Jahren war die Chinatown ein separates Einkaufszentrum, deren Kunden fast ausschließlich einheimische Salomonen waren. Die Händler schickten ihre Kinder auf Schulen in Australien, nach ihrer Rückkehr erschlossen sie weitere Geschäftsfelder. In den 1970er Jahren verließ jedoch ein Drittel der Chinesen die Insel, aufgrund der unsicheren Verhältnisse, die nach der Unabhängigkeit 1978 herrschen könnten. Diejenigen, die blieben, haben oft in salomonische Familien geheiratet, im Gegensatz zu den Chinesen, die in den 1980er und 1990er Jahren ankamen. Durch ihre Beherrschung der Wirtschaft, insbesondere in der Fischerei und dem Holzhandel, bestehen seit Längerem gewisse Spannungen mit der einheimischen Bevölkerung.
Nach den Wahlen 2006 kam es zu heftigen Verwüstungen in Chinatown. Viele der Demonstranten hatten sich erregt, weil es Gerüchte gab, dass Firmen, welche der Regierung von China verbunden sind, für Wahlfälschung verantwortlich waren. Ein Großteil des Viertels wurde bis auf die Grundmauern zerstört.
Auch 2021 kam es in Chinatown erneut zu Randalen während den Unruhen in den Salomonen 2021, und viele Gebäude wurden verbrannt. Chinatown und chinesische Firmen wurden diesmal von Demonstranten angegriffen, die sich gegen Manasseh Sogavare erhoben, unter anderem, weil er China anstatt der Republik China (Taiwan) diplomatisch anerkennen wollte.

## Gebäude
- Honiara Hotel